# Melaphe cypria
Melaphe cypria är en mångfotingart som först beskrevs av Jean-Henri Humbert och Henri Saussure 1869.  Melaphe cypria ingår i släktet Melaphe och familjen Xystodesmidae. Inga underarter finns listade i Catalogue of Life.